# Melvin Sheppard
Melvin Whinfield Sheppard (5. září 1883 Almonesson Lake, New Jersey – 4. ledna 1942 New York) byl americký atlet, trojnásobný olympijský vítěz ze 4. letních olympijských her v Londýně a olympijský vítěz z 5. letních olympijských her ve Stockholmu v bězích na středních tratích.
Mel Sheppard chtěl sloužit u newyorské policie, ale byl odmítnut kvůli slabému srdci. Přes údajné zdravotní problémy získal v letech 1906 až 1908 tři tituly mistra AAU (Amatérskíé atletické unie) na 880 yardů. Tak se stal jedním z favoritů na nadcházející olympijské hry v Londýně. O čtyři roky později měl za sebou další dva tituly AAU na 880 yardů (1911 a 1912) a do Stockholmu jel znovu v roli favorita. Na své „půlce“ získal však pouze stříbro, a tak to vynahradil účastí ve zlaté štafetě na 4 × 400 m.
Po skončení atletické dráhy se stal Sheppard právníkem. Kromě jiného obhajoval ve slavném procesu únosce dětí slavného průkopníka létání Ch. Lindbergha, Bruno Hauptmanna. Sheppard žil po celý život v New Yorku, kde ve čtvrti Queens také zemřel.

## Melvin Sheppard na olympiádě 1908 v Londýně

### Běh na 1500 m
13. července se konaly semifinálové běhy na 1500 m. Prezentovalo se celkem 41 závodníků, rozdělených do osmi rozběhů, z nichž vítězové postupovali do finále. Ve 2. rozběhu měl Sheppard šest soupeřů. Vpředu běželi dlouho Britové Butterfield a Lee, ale dvojice Američanů si vedla dobře takticky. Při zvonění do posledního kola Brity předběhli a Sheppard zvítězil v novém olympijském rekordu 4:05,0 min před krajanem Johnem Halsteadem.
Ve finále zvolil Brit Fairbairn-Crowford taktiku jít od začátku do čela, což se mu dařilo do 500 m. Pak odpadl a bitva o vítězství se strhla mezi britskými závodníky Haroldem Wilsonem a Normanem Hallowsem a Sheppardem. Všichni tři byli na začátku cílové rovinky na stejné úrovni, ale Sheppard pak ještě zrychlil a ve vylepšeném olympijském rekordu 4:03,4 min zvítězil před Wilsonem a Hallowsem.

### Běh na 800 m
Semifinálové boje (rozběhy) na 800 m byly na pořadu 20. července. 37 běžců bylo rozděleno do osmi běhů, z nichž pouze vítěz postupoval přímo do finále. Běželo se již na klasickém 400 m dlouhém atletickém oválu. Ve druhém běhu nastoupil Sheppard Kanaďanu Parkesovi a Britu Jamesi Lintottovi, který s ním držel po celý závod krok a zaostal za ním jen o 8 desetin sekundy.
Druhý den se konal finálový běh. Na první místo se po 15 metrech dostal zase Brit Ivo Fairbairn-Crowford, ale ten byl tak vyčerpán, že na konci 1. kola náhle vystoupil mimo dráhu a byl diskvalifikován. Pak se už dostal do čela Sheppard v závěsu před Italem Emiliem Lunghim a Britem T. Justem. Čas prvního kola byl 53 sekund. Nejdřív odpadl Just, který nakonec skončil pátý. Lunghi se snažil, ale na vítězného Shepparda nestačil. Třetí skončil Hanns Braun z Německa. Sheppard vytvořil časem 1:52,8 min nový olympijský rekord.

### Olympijská štafeta
Závod v olympijské štafetě se běžel v Londýně poprvé v historii. Sestával ze čtyř úseků: 200 m, 200 m, 400 m a 800 m, tj. celkem 1600 m. K běhu se přihlásilo celkem sedm zemí. Američané v sestavě William F. Hamilton, Nathaniel Cartmell, John Taylor a Melvin Sheppard nastoupilo ve 3. rozběhu proti Kanadě a týmu Velké Británie a Irska. Američané šli dopředu od prvního úseku, po Hamiltonovi Cartmell jejich náskok ještě zvýšil, Taylor náskok udržel a Brit Just neměl proti Sheppardovi šanci, skončil více než 20 m za ním.
Ve finále USA nastoupily proti Německu a Maďarsku. Po prvním úseku měl Hamilton na Maďara Simona náskok skoro šest metrů. Cartmell zvýšil náskok Američanů ještě víc, stejně pak Taylor. Sheppard začal druhou polovinu štafety asi 15 m před Maďarem Bodorem, jehož předstihl Němec Braun, takže USA zvítězily v čase 3:29,4 min, 2. Německo, 3. Maďarsko.

## Mel Sheppard na olympiádě 1912 ve Stockholmu

### Běh na 800 m
Prezentovalo se 48 závodníků, pro něž pořadatelé připravili devět rozběhů. První dva z každého postupovali do semifinále, z nichž postupovali čtyři nejlepší do finále. V sedmém rozběhu nastoupil Mel Sheppard a skončil pohodlně druhý za Britem Jamesem Soutterem. Z prvního semifinále se pak dostal do finále ze třetího místa za krajanem Jamesem Edwinem Meredithem a Němcem Hannsem Braunem.
Do finále se dostal kromě šesti Američanů jen Kanaďan George Brock a Němec Braun. První čtyři Američané měli čas lepší dosavadního Sheppardova olympijského rekordu. Zvítězil J. E. Meredith před Sheppardem, třetí byl Ira Davenport.

### Štafeta 4 × 400 m
Premiéry této štafety na olympiádě se účastnilo sedm zemí. Vítězné týmy tří semifinále stanovily složení finálového běhu. V prvním Velká Británie ustavila olympijský rekord 3:19,0 min vítězstvím nad Kanadou. Američané ve složení Mel Sheppard, Edward Lindberg, James Edwin Meredith a Charles Reidpath nemuseli podat proti Němcům vrcholný výkon, třetí semifinále vyhrála Francie před Švédskem a Maďarskem.
Američané ve finále olympijský rekord Britů vylepšili na 3:16,6 min, druhá byla Francie, až třetí Velká Británie.